# أييا مارينا (خانية)
أييا مارينا (باليونانية: Αγία Μαρίνα) هي مدينة في خانية في اليونان.
يبلغ عدد سكانها حوالي 1739 نسمة.